# Ouled Ziyane
Ouled Ziyane (en àrab أولاد زيان, Ūlād Ziyān; en amazic ⵡⵍⴰⴷ ⵣⵢⵢⴰⵏ) és una comuna rural de la província de Berrechid, a la regió de Casablanca-Settat, al Marroc. Segons el cens de 2014 tenia una població total de 17.095 persones. És la seu de la tribu marroquina dels Oulad Zyan.